# Савнеонен
Савнеонен — озеро на территории Лендерского сельского поселения Муезерского района Республики Карелия.

## Общие сведения
Площадь озера — 0,5 км². Располагается на высоте 221,0 метров над уровнем моря.
Форма озера продолговатая, вытянуто с севера-запада на юго-восток. Берега озера каменисто-песчаные, возвышенные.
Через озеро протекает безымянный ручей, втекающий в озеро Курвус, откуда вытекает река Курвус, впадающая в озеро Шаверки, откуда вытекает река Шаверка, втекающая в реку Хаапайоки.
Код водного объекта в государственном водном реестре — 01050000111102000011264.